# 1919년 이집트 혁명
1919년 이집트 혁명은 이집트를 보호국으로 삼아서 지배하고 있던 영국에 대한 독립 운동이다. 사드 잘글룰이 조직한 와프드당에 의해 혁명 운동이 전개되었다. 이 혁명을 통해 1922년에 이집트는 독립을 달성하였고 1923년에는 이집트 왕국 신헌법이 공포되었다.

## 같이 보기
- 2011년 이집트 혁명